# Kósei Inoue
Kósei Inoue (* 15. května 1978 Mijakonodžó) je bývalý japonský zápasník – judista, olympijský vítěz z roku 2000.

## Sportovní kariéra
Narodil se v Mijakonodžó do rodiny bývalého judisty a policejního důstojníka Akiry. Kvůli práci svého otce se od mala stěhoval z města do města. S judem začal po vzoru otce v 5 letech v policejním dojo ve městě Nobeoka. Z Nobeoky se po dvou letech přestěhoval do Mijazaki, kde začal navštěvovat známé dojo Seidžukan (静充館). Poprvé na sebe upoutal pozornost v roce 1993 vítězstvím na celojaponském mistrovství středoškoláků ve váze do 78 kg a dostal nabídku od prestižní internátní střední školy Tókai Dai Sagami v Sagamihaře. Od svých 16 let tak měl možnost trénovat například s Jasuhiro Jamašitou. Po ukončení střední školy Sagami pokračoval automaticky studiem na univerzitě Tokai (東海大学) v Tokiu. Po skončení univerzity byl součástí profesionálního týmu bezpečnostní agentury Sogho (ALSOK).
V Evropě se poprvé objevil v roce 1997 na mezinárodním turnaji v Leondingu. Od roku 1998 se stala jeho vahou nově definovaná polotěžká váha do 100 kg. V roce 1999 získal svůj první titul mistra světa v britském Birminghamu. Na zářijové olympijské hry v Sydney v roce 2000 přijel v životní formě. Všechny své soupeře porazil před časovým limitem na ippon a získal zlatou olympijskou medaili. Na vyhlašování vítězů ukázal fotku své matky Kazuko, která rok zpátky podlehla zákeřné nemoci.
Jeho sportovní kariéra mezi lety 2000 až 2003 je považována za mimořádnou. Naprostou většinu zápasu končil před časovým limitem. Pomáhala mu k tomu vynikající technická výbava, ve které dominoval (tokui-waza) chvat uči-mata z pravého úchopu. Na vysoké úrovni zvládal pažní techniku seoi-nage z pokleku pokud soupeř maximálně blokoval jeho tokui-waza. Z nožních technik aši-waza vedle uči-maty podrážel soupeře technikou o-soto-gari a o-uči-gari. Techniku o-uči-gari často kombinoval s uči-matou nebo naopak uči-matu s o-uči-gari. Ze strhů joko-sutemi-waza převládala technika soto-makikomi (česky zátočka). Jeho mimořádnost spočívala i v tom, že všechny tyto chvaty prováděl z klasickou úchopu límec, rukáv. Jen výjimečně techniku provedl z jednostranného úchopu a prakticky vůbec z úchopu na zádech, či za opasek. Jeho hlavním rivalem v reprezentaci byl Keidži Suzuki a ze světových judistů vytáhlý, dvoumetrový Maďar Antal Kovács. Kovács ho uměl jako jeden z mála západních judistů hodit na technické body. V březnu 2001 ho po světovém poháru dokonce při exhibiční týmové soutěži Evropa vs. Asie porazil na ippon.
V dubnu 2003 prohrál po dlouhé době soutěžní zápas ve finále japonského mistrovství ve váze do 100 kg s Keidži Suzukim. Na zářiovém mistrovství světa před domácím publikem v Ósace se však předvedl v nejlepší formě. Žádný soupeř s ním na tatami nevydržel celou hrací dobu a získal svůj třetí titul mistra světa v řadě. Ve stejném období poznal svoji budoucí manželku Aki Higašiharaovou, která byla mediální tváří společnosti Asahi.
V olympijském roce 2004 se na turnajích v Evropě neobjevil. V dubnu prohrál s Keidži Suzukim ve finále japonského mistrovství bez rozdílu vah. Na srpnové olympijské hry v Athénách nepřijel v optimální formě. Ve druhém kole vydřel vítězství na body s Maďarem Antalem Kovácsem a ve čtvrtfinále narazil na Nizozemce Elca van der Geesta. Nizozemec byl na jeho pravou uči-matu výborně připraven a dvakrát mu jí kontroval technikou uči-mata-gaeši. Minutu před koncem prohrával na body a při maximálním úsilí strhnout vedení na svojí stranu ho Geest senzačně hodil technikou seoi-nage na ippon. V opravách dovršil nepovedený turnaj s Ázerbájdžáncem Movludem Miralijevem porážkou před časovým limitem na ippon.
Z kraje roku 2005 startoval na domácím mezinárodním turnaji Kano Cup. Na turnaji se předvedl vítězstvím v nejlepším světle, ve finále si však s Bělorusem Jurijem Rybakem poranil rameno a natrhl pravý prsní sval. Rekonvalescence zranění se protáhla na více než rok. V roce 2007 se vrátil ve vyšší těžké váhové kategorii nad 100 kg, ale na svojí starou formu již nenavázal. V roce 2008 prohrál nominaci na olympijské hry v Pekingu s Satoši Išiim. Vzápětí ukončil sportovní kariéru. Věnuje se trenérské práci. Jako trenér působil dva roky ve skotském Edinburghu, kde vznikla pro společnost Fighting Films jeho nejznámější instruktážní videa. Po návratu do Japonska působí jako trenér na univerzitě Tokai a v japonské reprezentaci.

## Výsledky

### Váhové kategorie
| Turnaj            | 1998                  | 1999                  | 2000                  | 2001                  | 2002                  | 2003                  | 2004                  | 2005                  | 2006 | 2007 |
| Turnaj            | 20                    | 21                    | 22                    | 23                    | 24                    | 25                    | 26                    | 27                    | 28   | 29   |
| Turnaj            | –100 (polotěžká váha) | –100 (polotěžká váha) | –100 (polotěžká váha) | –100 (polotěžká váha) | –100 (polotěžká váha) | –100 (polotěžká váha) | –100 (polotěžká váha) | –100 (polotěžká váha) | +100 | +100 |
| ----------------- | --------------------- | --------------------- | --------------------- | --------------------- | --------------------- | --------------------- | --------------------- | --------------------- | ---- | ---- |
| Olympijské hry    |                       |                       | 1.                    |                       |                       |                       | úč.                   |                       |      |      |
| Mistrovství světa |                       | 1.                    |                       | 1.                    |                       | 1.                    |                       | —                     |      | 5.   |
| Asijské hry       | 1.                    |                       |                       |                       | —                     |                       |                       |                       | —    |      |
| Mistrovství Asie  |                       | —                     | —                     | —                     |                       | —                     | —                     | —                     |      | —    |

### Bez rozdílu vah
| Turnaj               | 1998 | 1999 | 2000 | 2001 | 2002 | 2003 | 2004 | 2005 | 2006 | 2007 |
| Turnaj               | 20   | 21   | 22   | 23   | 24   | 25   | 26   | 27   | 28   | 29   |
| -------------------- | ---- | ---- | ---- | ---- | ---- | ---- | ---- | ---- | ---- | ---- |
| Mistrovství světa    |      | —    |      | —    |      | —    |      | —    |      | —    |
| Asijské hry          | —    |      |      |      | 1.   |      |      |      | —    |      |
| Mistrovství Asie     |      | —    | —    | —    |      | —    | —    | —    |      | —    |
| Mistrovství Japonska | 2.   | —    | 2.   | 1.   | 1.   | 1.   | 2.   | —    | —    | 3.   |

### Olympijské hry a mistrovství světa
| Olympijské hry a mistrovství světa                          | Olympijské hry a mistrovství světa | Olympijské hry a mistrovství světa | Olympijské hry a mistrovství světa | Olympijské hry a mistrovství světa  | Olympijské hry a mistrovství světa | Olympijské hry a mistrovství světa | Olympijské hry a mistrovství světa |
| Kolo                                                        | Výsledek                           | Bilance                            | Soupeř                             | Výsledek                            | Datum                              | Turnaj                             | Místo                              |
| 2007 Mistrovství světa nad 100 kg                           | 2007 Mistrovství světa nad 100 kg  | 2007 Mistrovství světa nad 100 kg  | 2007 Mistrovství světa nad 100 kg  | 2007 Mistrovství světa nad 100 kg   | 2007 Mistrovství světa nad 100 kg  | 2007 Mistrovství světa nad 100 kg  | 2007 Mistrovství světa nad 100 kg  |
| ----------------------------------------------------------- | ---------------------------------- | ---------------------------------- | ---------------------------------- | ----------------------------------- | ---------------------------------- | ---------------------------------- | ---------------------------------- |
| o 3. místo                                                  | prohra                             | 28-4                               | João Gabriel Schlittler (BRA)      | 0000 / 0001 / kta                   | 13. září 2007                      | Mistrovství světa                  | Rio de Janeiro, Brazílie           |
| opravy                                                      | vítězství                          | 28-3                               | Oscar Braison (CUB)                | 1:04 / 1000 / 0000 / uma            | 13. září 2007                      | Mistrovství světa                  | Rio de Janeiro, Brazílie           |
| opravy                                                      | vítězství                          | 27-3                               | Tino Bierau (GER)                  | fusen-gači?                         | 13. září 2007                      | Mistrovství světa                  | Rio de Janeiro, Brazílie           |
| opravy                                                      | vítězství                          | 26-3                               | Jurij Rybak (BLR)                  | 0120 / 0000? / ?                    | 13. září 2007                      | Mistrovství světa                  | Rio de Janeiro, Brazílie           |
| 1/32                                                        | prohra                             | 25-3                               | Teddy Riner (FRA)                  | 0000 / 0010 / tno                   | 13. září 2007                      | Mistrovství světa                  | Rio de Janeiro, Brazílie           |
| 1/64                                                        | vítězství                          | 25-2                               | Carlos Zegarra (PER)               | 0:26 / 1000 / 0000 / uma            | 13. září 2007                      | Mistrovství světa                  | Rio de Janeiro, Brazílie           |
| 2005 Mistrovství světa — nestartoval kvůli zraněnému ramenu |                                    |                                    |                                    |                                     |                                    |                                    |                                    |
| 2004 Olympijské hry do 100 kg                               |                                    |                                    |                                    |                                     |                                    |                                    |                                    |
| opravy                                                      | prohra                             | 24-2                               | Movlud Miralijev (AZE)             | 3:04 / 00002 / 1011 / sug           | 20. srpna 2004                     | Olympijské hry                     | Athény, Řecko                      |
| čtvrtfinále                                                 | prohra                             | 24-1                               | Elco van der Geest (NED)           | 4:48 / 0010 / 1020 / son            | 20. srpna 2004                     | Olympijské hry                     | Athény, Řecko                      |
| 1/16                                                        | vítězství                          | 24-0                               | Martin Kelly (AUS)                 | 1:27 / 1000 / 0000 / uma            | 20. srpna 2004                     | Olympijské hry                     | Athény, Řecko                      |
| 1/32                                                        | vítězství                          | 23-0                               | Antal Kovács (HUN)                 | 00021 / 00011 / umm                 | 20. srpna 2004                     | Olympijské hry                     | Athény, Řecko                      |
| 1/64                                                        | vítězství                          | 22-0                               | Amel Mekić (BIH)                   | 2:32 / 1010 / 00002 / oej           | 20. srpna 2004                     | Olympijské hry                     | Athény, Řecko                      |
| 2003 Mistrovství světa do 100 kg                            |                                    |                                    |                                    |                                     |                                    |                                    |                                    |
| finále                                                      | vítězství                          | 21-0                               | Ghislain Lemaire (FRA)             | 1:43 / 1010 / 0000 / smk            | 11. září 2003                      | Mistrovství světa                  | Ósaka, Japonsko                    |
| semifinále                                                  | vítězství                          | 20-0                               | Nicolas Gill (CAN)                 | 3:40 / 1002 / 00001 / uma           | 11. září 2003                      | Mistrovství světa                  | Ósaka, Japonsko                    |
| čtvrtfinále                                                 | vítězství                          | 19-0                               | Iveri Džikurauli (GEO)             | ? / 1000 / 0000 / ?                 | 11. září 2003                      | Mistrovství světa                  | Ósaka, Japonsko                    |
| 1/16                                                        | vítězství                          | 18-0                               | Iván Vega (ESP)                    | ? / 0200 / 0000 / 2×uma             | 11. září 2003                      | Mistrovství světa                  | Ósaka, Japonsko                    |
| 1/32                                                        | vítězství                          | 17-0                               | Zoltán Pálkovács (SVK)             | 0:18 / 1000 / 0000 / son            | 11. září 2003                      | Mistrovství světa                  | Ósaka, Japonsko                    |
| 2001 Mistrovství světa do 100 kg                            |                                    |                                    |                                    |                                     |                                    |                                    |                                    |
| finále                                                      | vítězství                          | 16-0                               | Antal Kovács (HUN)                 | 2:09 / 1001 / 00101 / oug           | 26. července 2001                  | Mistrovství světa                  | Mnichov, Německo                   |
| semifinále                                                  | vítězství                          | 15-0                               | Ghislain Lemaire (FRA)             | 4:08 / 10202 / 00102 / osg+tno, son | 26. července 2001                  | Mistrovství světa                  | Mnichov, Německo                   |
| čtvrtfinále                                                 | vítězství                          | 14-0                               | Askat Žitkejev (KAZ)               | 0:39 / 1000 / 0000 / ?              | 26. července 2001                  | Mistrovství světa                  | Mnichov, Německo                   |
| 1/16                                                        | vítězství                          | 13-0                               | Mário Sabino (BRA)                 | 3:33 / 1001 / 00001 / uma           | 26. července 2001                  | Mistrovství světa                  | Mnichov, Německo                   |
| 1/32                                                        | vítězství                          | 12-0                               | Martin Padar (EST)                 | 4:18 / 11101 / 00013 / uma          | 26. července 2001                  | Mistrovství světa                  | Mnichov, Německo                   |
| 1/64                                                        | vítězství                          | 11-0                               | Elco van der Geest (NED)           | 0:38 / 1000 / 0000 / uma            | 26. července 2001                  | Mistrovství světa                  | Mnichov, Německo                   |
| 2000 Olympijské hry do 100 kg                               |                                    |                                    |                                    |                                     |                                    |                                    |                                    |
| finále                                                      | vítězství                          | 10-0                               | Nicolas Gill (CAN)                 | 2:09 / 10011 / 00011 / uma          | 21. září 2000                      | Olympijské hry                     | Sydney, Austrálie                  |
| semifinále                                                  | vítězství                          | 9-0                                | Luigi Guido (ITA)                  | 2:21 / 0210 / 00003 / uma           | 21. září 2000                      | Olympijské hry                     | Sydney, Austrálie                  |
| čtvrtfinále                                                 | vítězství                          | 8-0                                | Ariel Ze'evi (ISR)                 | 2:39 / 1011 / 00001 / uma           | 21. září 2000                      | Olympijské hry                     | Sydney, Austrálie                  |
| 1/16                                                        | vítězství                          | 7-0                                | Daniel Gowing (NZL)                | 0:09 / 1000 / 0000 / son            | 21. září 2000                      | Olympijské hry                     | Sydney, Austrálie                  |
| 1/32                                                        | vítězství                          | 6-0                                | Yosvany Kessel (CUB)               | 0:18 / 1000 / 0000 / oug            | 21. září 2000                      | Olympijské hry                     | Sydney, Austrálie                  |
| 1999 Mistrovství světa do 100 kg                            |                                    |                                    |                                    |                                     |                                    |                                    |                                    |
| finále                                                      | vítězství                          | 5-0                                | Čang Song-ho (KOR)                 | 00301 / 00012 / smk, umm            | 7. října 1999                      | Mistrovství světa                  | Birmingham, Spojené království     |
| semifinále                                                  | vítězství                          | 4-0                                | Ariel Ze'evi (ISR)                 | fusen-gači                          | 7. října 1999                      | Mistrovství světa                  | Birmingham, Spojené království     |
| čtvrtfinále                                                 | vítězství                          | 3-0                                | Stéphane Traineau (FRA)            | 0012 / 0000 / oug                   | 7. října 1999                      | Mistrovství světa                  | Birmingham, Spojené království     |
| 1/16                                                        | vítězství                          | 2-0                                | Kamol Murodov (UZB)                | 1:10 / 0200 / 0000 / uma            | 7. října 1999                      | Mistrovství světa                  | Birmingham, Spojené království     |
| 1/32                                                        | vítězství                          | 1-0                                | Radu Ivan (ROU)                    | ? / 10112 / 00101 / uma             | 7. října 1999                      | Mistrovství světa                  | Birmingham, Spojené království     |

### Asijské hry
| Asijské hry                                  | Asijské hry                                  | Asijské hry                                  | Asijské hry                                  | Asijské hry                                  | Asijské hry                                  | Asijské hry                                  | Asijské hry                                  |
| Kolo                                         | Výsledek                                     | Bilance                                      | Soupeř                                       | Výsledek                                     | Datum                                        | Turnaj                                       | Místo                                        |
| 2002 Judo na asijských hrách bez rozdílu vah | 2002 Judo na asijských hrách bez rozdílu vah | 2002 Judo na asijských hrách bez rozdílu vah | 2002 Judo na asijských hrách bez rozdílu vah | 2002 Judo na asijských hrách bez rozdílu vah | 2002 Judo na asijských hrách bez rozdílu vah | 2002 Judo na asijských hrách bez rozdílu vah | 2002 Judo na asijských hrách bez rozdílu vah |
| -------------------------------------------- | -------------------------------------------- | -------------------------------------------- | -------------------------------------------- | -------------------------------------------- | -------------------------------------------- | -------------------------------------------- | -------------------------------------------- |
| finále                                       | vítězství                                    |                                              | Abdulla Tangriev (UZB)                       | ? / 1010 / 00002 / ?                         | 3. října 2002                                | Asijské hry                                  | Pusan, Jižní Korea                           |
| semifinále                                   | vítězství                                    |                                              | Čang Song-ho (KOR)                           | 3:10 / 10011 / 00011 / oug                   | 3. října 2002                                | Asijské hry                                  | Pusan, Jižní Korea                           |
| čtvrtfinále                                  | vítězství                                    |                                              | Yang Naing-soe (MYA)                         | ? / 1000 / 0000 / ?                          | 3. října 2002                                | Asijské hry                                  | Pusan, Jižní Korea                           |
| 1/16                                         | vítězství                                    |                                              | Eldos Ichsangalijev (KAZ)                    | ? / 1000 / 0000 / ?                          | 3. října 2002                                | Asijské hry                                  | Pusan, Jižní Korea                           |
| 1998 Judo na asijských hrách do 100 kg       |                                              |                                              |                                              |                                              |                                              |                                              |                                              |
| finále                                       | vítězství                                    |                                              | Armen Bagdasarov (UZB)                       | ?                                            | 7. prosince 1998                             | Asijské hry                                  | Bangkok, Thajsko                             |

### Světový pohár a mezinárodní turnaje
| Světový pohár                          | Světový pohár                   | Světový pohár                   | Světový pohár                   | Světový pohár                   | Světový pohár                   | Světový pohár                   |
| Výsledek                               | Bilance                         | Soupeř                          | Výsledek                        | Datum                           | Turnaj                          | Místo                           |
| 2008 Super World Cup nad 100 kg        | 2008 Super World Cup nad 100 kg | 2008 Super World Cup nad 100 kg | 2008 Super World Cup nad 100 kg | 2008 Super World Cup nad 100 kg | 2008 Super World Cup nad 100 kg | 2008 Super World Cup nad 100 kg |
| -------------------------------------- | ------------------------------- | ------------------------------- | ------------------------------- | ------------------------------- | ------------------------------- | ------------------------------- |
| prohra                                 | 48-7                            | Abdulla Tangriev (UZB)          | 1:24 / 0000 / 1000 / oug        | 10. února 2008                  | Super World Cup 2008            | Paříž, Francie                  |
| prohra                                 | 48-6                            | Teddy Riner (FRA)               | 6:31 (gs) / 0000 / 0001 / ksk   | 10. února 2008                  | Super World Cup 2008            | Paříž, Francie                  |
| vítězství                              | 48-5                            | Dennis van der Geest (NED)      | 4:48 / 10011 / 00011 / oug      | 10. února 2008                  | Super World Cup 2008            | Paříž, Francie                  |
| vítězství                              | 47-5                            | Grzegorz Eitel (POL)            | fusen-gači?                     | 10. února 2008                  | Super World Cup 2008            | Paříž, Francie                  |
| vítězství                              | 46-5                            | Adrien Pin (FRA)                | 2:01 / 1000 / 0000 / uma        | 10. února 2008                  | Super World Cup 2008            | Paříž, Francie                  |
| 2007 Kano Cup nad 100 kg               |                                 |                                 |                                 |                                 |                                 |                                 |
| prohra                                 | 45-5                            | Satoši Išii (JPN)               | 00001 / 0001 / jusei-gači       | 9. prosince 2007                | World Grand Prix 2007           | Tokio, Japonsko                 |
| vítězství                              | 45-4                            | Šinja Katabuči (JPN)            | 2:40 / 1000 / 0000 / uma        | 9. prosince 2007                | World Grand Prix 2007           | Tokio, Japonsko                 |
| vítězství                              | 44-4                            | Martin Padar (EST)              | 5:20 (gs) / 1000 / 0000 / uma   | 9. prosince 2007                | World Grand Prix 2007           | Tokio, Japonsko                 |
| vítězství                              | 43-4                            | Paolo Bianchessi (ITA)          | 0:47 / 1000 / 0000 / oej        | 9. prosince 2007                | World Grand Prix 2007           | Tokio, Japonsko                 |
| 2007 Super World Cup nad 100 kg        |                                 |                                 |                                 |                                 |                                 |                                 |
| vítězství                              | 42-4                            | Jurij Rybak (BLR)               | 1000 / 0100                     | 12. února 2007                  | Super World Cup 2007            | Paříž, Francie                  |
| vítězství                              | 41-4                            | Barna Bor (HUN)                 | 00111 / 0001                    | 12. února 2007                  | Super World Cup 2007            | Paříž, Francie                  |
| vítězství                              | 40-4                            | Alexandr Michajlin (RUS)        | 01001 / 00013                   | 12. února 2007                  | Super World Cup 2007            | Paříž, Francie                  |
| vítězství                              | 39-4                            | Vasilis Iliadis (GRE)           | 1010 / 0000                     | 12. února 2007                  | Super World Cup 2007            | Paříž, Francie                  |
| vítězství                              | 38-4                            | Janusz Wojnarowicz (POL)        | fusen-gači                      | 12. února 2007                  | Super World Cup 2007            | Paříž, Francie                  |
| 2005 Kano Cup bez rozdílu vah          |                                 |                                 |                                 |                                 |                                 |                                 |
| vítězství                              | 37-4                            | Jurij Rybak (BLR)               | 10001 / 0001 / uma+oug          | 5. ledna 2005                   | International tournament        | Tokio, Japonsko                 |
| vítězství                              | 36-4                            | Jóhei Takai (JPN)               | 3:20 1000 / 0001 / uma          | 5. ledna 2005                   | International tournament        | Tokio, Japonsko                 |
| vítězství                              | 35-4                            | Hiroaki Takahaši (JPN)          | 0100 / 00003 / jusei-gači       | 5. ledna 2005                   | International tournament        | Tokio, Japonsko                 |
| vítězství                              | 34-4                            | Michael Jurack (GER)            | 0:44 / 1000 / 0000 / uma        | 5. ledna 2005                   | International tournament        | Tokio, Japonsko                 |
| vítězství                              | 33-4                            | Kim Song-pom (JPN)              | 0:39 / 1000 / 0000 / uma        | 5. ledna 2005                   | International tournament        | Tokio, Japonsko                 |
| 2003 OTTO World Cup EJU "SA" do 100 kg |                                 |                                 |                                 |                                 |                                 |                                 |
| vítězství                              | 32-4                            | Ariel Ze'evi (ISR)              | 00021 / 00011                   | 23. února 2003                  | Super World Cup 2003            | Hamburg, Německo                |
| vítězství                              | 31-4                            | Jurij Rybak (BLR)               | 1000 / 0000                     | 23. února 2003                  | Super World Cup 2003            | Hamburg, Německo                |
| vítězství                              | 30-4                            | Henry Hubert (GER)              | 1000 / 0000                     | 23. února 2003                  | Super World Cup 2003            | Hamburg, Německo                |
| vítězství                              | 29-4                            | Iveri Džikurauli (GEO)          | 0120 / 00023                    | 23. února 2003                  | Super World Cup 2003            | Hamburg, Německo                |
| vítězství                              | 28-4                            | Jurij Sťopkin (RUS)             | 10102 / 00102                   | 23. února 2003                  | Super World Cup 2003            | Hamburg, Německo                |
| 2001 A-Tournament do 100 kg            |                                 |                                 |                                 |                                 |                                 |                                 |
| vítězství                              | 27-4                            | Christophe Lagarde (FRA)        | ?                               | 3. března 2001                  | World Cup 2001                  | Budapešť, Maďarsko              |
| vítězství                              | 26-4                            | Martin van den Berg (NED)       | ?                               | 3. března 2001                  | World Cup 2001                  | Budapešť, Maďarsko              |
| vítězství                              | 25-4                            | Suren Balačinskij (RUS)         | ?                               | 3. března 2001                  | World Cup 2001                  | Budapešť, Maďarsko              |
| vítězství                              | 24-4                            | Zoltán Szabó (HUN)              | ?                               | 3. března 2001                  | World Cup 2001                  | Budapešť, Maďarsko              |
| vítězství                              | 23-4                            | Zoltán Pálkovács (SVK)          | ?                               | 3. března 2001                  | World Cup 2001                  | Budapešť, Maďarsko              |
| 2000 Tournoi de Paris do 100 kg        |                                 |                                 |                                 |                                 |                                 |                                 |
| vítězství                              | 22-4                            | Stéphane Traineau (FRA)         | 3:32 / 10112 / 00101 / son      | 13. února 2000                  | World Cup 2000                  | Paříž, Francie                  |
| vítězství                              | 21-4                            | Yosvany Kessel (CUB)            | 1:23 / 1010 / 0000 / uma        | 13. února 2000                  | World Cup 2000                  | Paříž, Francie                  |
| vítězství                              | 20-4                            | Armen Bagdasarov (UZB)          | 1:46 / 1001 / 00001 / son, uma  | 13. února 2000                  | World Cup 2000                  | Paříž, Francie                  |
| vítězství                              | 19-4                            | Nicolas Gill (CAN)              | 0:28 / 10011 / 00011 / uma      | 13. února 2000                  | World Cup 2000                  | Paříž, Francie                  |
| 1999 A-Tournament do 100 kg            |                                 |                                 |                                 |                                 |                                 |                                 |
| vítězství                              | 18-4                            | Yosvany Kessel (CUB)            | ?                               | 7. března 1999                  | World Cup 1999                  | Budapešť, Maďarsko              |
| vítězství                              | 17-4                            | Leonid Svirid (BLR)             | ?                               | 7. března 1999                  | World Cup 1999                  | Budapešť, Maďarsko              |
| vítězství                              | 16-4                            | Jurij Sťopkin (RUS)             | ?                               | 7. března 1999                  | World Cup 1999                  | Budapešť, Maďarsko              |
| vítězství                              | 15-4                            | Dano Pantić (YUG)               | ?                               | 7. března 1999                  | World Cup 1999                  | Budapešť, Maďarsko              |
| prohra                                 | 14-4                            | Antal Kovács (HUN)              | ?                               | 7. března 1999                  | World Cup 1999                  | Budapešť, Maďarsko              |
| 1999 World Masters do 100 kg           |                                 |                                 |                                 |                                 |                                 |                                 |
| vítězství                              | 14-3                            | Nicolas Gill (CAN)              | ?                               | 28. února 1999                  | World Cup 1999                  | Mnichov, Německo                |
| vítězství                              | 13-3                            | Alexandr Michajlin (RUS)        | ?                               | 28. února 1999                  | World Cup 1999                  | Mnichov, Německo                |
| vítězství                              | 12-3                            | Gajaz Bašjarov (RUS)            | ?                               | 28. února 1999                  | World Cup 1999                  | Mnichov, Německo                |
| vítězství                              | 11-3                            | Čang Song-ho (KOR)              | ?                               | 28. února 1999                  | World Cup 1999                  | Mnichov, Německo                |
| 1999 Kano Cup do 100 kg                |                                 |                                 |                                 |                                 |                                 |                                 |
| vítězství                              | 10-3                            | Ben Sonnemans (NED)             | 0:40 / 1000 / 0000 / uma        | 9. ledna 1999                   | International tournament        | Tokio, Japonsko                 |
| vítězství                              | 9-3                             | Daniel Gürschner (GER)          | ?                               | 9. ledna 1999                   | International tournament        | Tokio, Japonsko                 |
| vítězství                              | 8-3                             | Nicolas Gill (CAN)              | ?                               | 9. ledna 1999                   | International tournament        | Tokio, Japonsko                 |
| prohra                                 | 7-3                             | Ghislain Lemaire (FRA)          | ? / ? / oab                     | 9. ledna 1999                   | International tournament        | Tokio, Japonsko                 |
| 1998 Tournoi de Paris do 100 kg        |                                 |                                 |                                 |                                 |                                 |                                 |
| prohra                                 | 7-2                             | Šigeru Kubota (JPN)             | ?                               | 8. února 1998                   | World Cup 1998                  | Paříž, Francie                  |
| prohra                                 | 7-1                             | Ghislain Lemaire (FRA)          | ?                               | 8. února 1998                   | World Cup 1998                  | Paříž, Francie                  |
| vítězství                              | 7-0                             | Ben Sonnemans (NED)             | ?                               | 8. února 1998                   | World Cup 1998                  | Paříž, Francie                  |
| vítězství                              | 6-0                             | Iveri Džikurauli (GEO)          | ?                               | 8. února 1998                   | World Cup 1998                  | Paříž, Francie                  |
| vítězství                              | 5-0                             | Gintaras Ambraska (LTU)         | ?                               | 8. února 1998                   | World Cup 1998                  | Paříž, Francie                  |
| 1997 Weltturnier nad 95 kg             |                                 |                                 |                                 |                                 |                                 |                                 |
| vítězství                              | 4-0                             | Vladimir Sánchez (CUB)          | 0021 / 0001                     | 18. února 1997                  | World Cup 1997                  | Leonding, Rakousko              |
| vítězství                              | 3-0                             | Artur Bodziacki (POL)           | 0:34 / 1000 / 0000              | 18. února 1997                  | World Cup 1997                  | Leonding, Rakousko              |
| vítězství                              | 2-0                             | Jože Marin (SLO)                | 0:48 / 1010 / 0000              | 18. února 1997                  | World Cup 1997                  | Leonding, Rakousko              |
| vítězství                              | 1-0                             | Salím Agrebí (TUN)              | 1:05 / 1001 / 0000              | 18. února 1997                  | World Cup 1997                  | Leonding, Rakousko              |